# Павелецкий (муниципальный округ)
Павеле́цкий — бывший муниципальный округ Москвы, просуществовавший с 1991 года по 1995 год. Ныне территория входит в состав Даниловского района Южного административного округа Москвы.

## История
Муниципальный округ «Павелецкий» был создан после административной реформы 1991 года и входил в состав Южного административного округа Москвы.
В 1993 году было принято постановление правительства Москвы от 20 июля 1993 года № 664 «О первоочередных мероприятиях по улучшенияю качества проживания населения и перспективах развития муниципального округа „Павелецкий“».
24 мая 1995 году муниципальные округа «Павелецкий» и «Симоновский» были включены в состав муниципального округа «Даниловский», который после принятия 5 июля 1995 году закона «О территориальном делении города Москвы» получил статус района Москвы и название «Даниловский».

## Границы муниципального округа

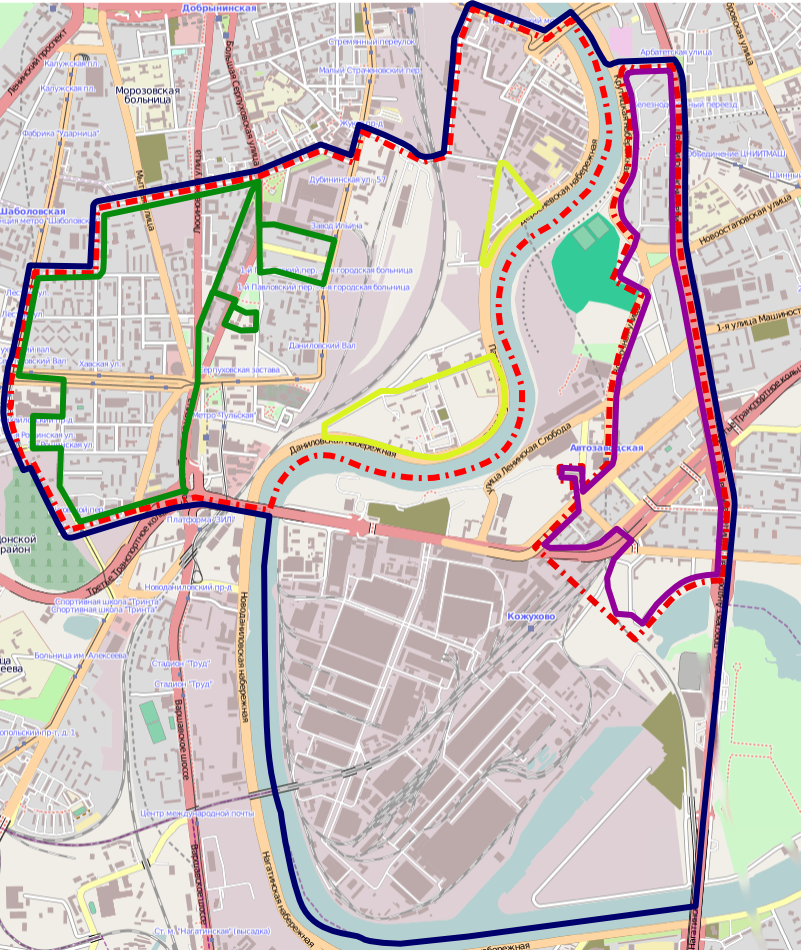
Границы муниципальных округов в 1991 году: зелёный — Даниловский, жёлтый — Павелецкий, фиолетовый — Симоновский.
1995 год: Красный — территория муниципального округа Даниловский после присоединения Павелецкого и Симоновского.
с 2002 года: синий — современные границы Даниловского района

Согласно распоряжению мэра Москвы «Об установлении временных границ муниципальных округов Москвы» граница муниципального округа «Павелецкий» в 1991 году проходила:
от пересечения Железнодорожного проезда по Павелецкой набережной, далее по Даниловской набережной до Железнодорожного проезда. От пересечения Дербеневской улицы с Дербеневской набережной до пересечения с Жуковым проездом и по границе жилой застройки до Дербеневской набережной.
В 1993 году указывалась уже другая граница:
от Новоспасского моста по Кожевнической улице до Летниковской улицы, по Летниковской улице до Жукова проезда, по Жукову проезду
до Дубининской улицы, по Дубининской улице до улицы Даниловский Вал, по улице Даниловский Вал до Холодильного переулка, по Холодильному переулку до Даниловской набережной в районе Автозаводского моста, по Даниловской, Павелецкой и Дербеневской набережным до Новоспасского моста — за исключением территорий промышленных предприятий и железной дороги.

## Площадь и население
Площадь округа в 1993 году составила 215,0 га, численность постоянного населения 10 398 человек.